# 极细狸藻
极细狸藻（学名：Utricularia tenuissima）为狸藻属一年生小型陆生食虫植物，也是马丁狸藻组（Utricularia sect. Martinia）下的唯一种。其种加词“tenuissima”来源于拉丁文“tenuis”，意为“瘦小，纤细”。极细狸藻为南美洲的特有种，分布于巴西、哥伦比亚、圭亚那、苏里南、特立尼达及委内瑞拉。其陆生于潮湿开阔的稀树草原的沙子中，海拔分布范围为0至2100米。1934年，托马斯·盖斯凯尔·图廷（Thomas Gaskell Tutin）最先发表了极细狸藻的描述。1986年，彼得·泰勒将极细狸藻置于马丁狸藻组下。

## 外部連結
- 食虫植物照片搜寻引擎中极细狸藻的照片 （页面存档备份，存于）

 维基共享资源上的相關多媒體資源：极细狸藻
 維基物種上的相關：极细狸藻